# Artbook
Un artbook, o art book, è una raccolta di immagini e disegni, realizzati anche con l'ausilio della computer grafica.
Tale raccolta è generalmente rilegata in forma di libro, le cui pagine possono essere di carta semplice, plastificata, o pergamena.
Gli artbook hanno generalmente come oggetto un unico tema: possono raccogliere fotografie, immagini di film e serie televisive, o disegni d'artista.
Gli artbook stanno acquistando popolarità in special modo nel campo di anime e manga: molti mangaka, infatti, realizzano artbook per aumentare la popolarità delle proprie opere e creare raccolte di disegni da collezione per i fan.